# Vuosjärvi
Vuosjärvi är en sjö i Finland. Den ligger i kommunen Kannonkoski i landskapet Mellersta Finland, i den centrala delen av landet, 300 km norr om huvudstaden Helsingfors. Vuosjärvi ligger 107,2 meter över havet. Den är 25 meter djup. Arean är 39,8 kvadratkilometer och strandlinjen är 145,39 kilometer lång. Sjön  ingår i Kymmene älvs huvudavrinningsområde. 